# Kashida
La Kashida (du persan : کشیده  ; « étendu », « étiré », « allongé ») est un type de justification dans certaines écritures cursives liées à l'alphabet arabe. Contrairement à la justification par des espaces blancs, qui augmente la longueur d'une ligne de texte en élargissant les espaces entre les mots (ou parfois entre les lettres individuelles), la kashida permet une justification en allongeant les liaisons entre caractères. La justification par kashida peut être combinée avec une justification par espacement. 
L'analogue en typographie européenne (à base latine), agrandissement ou contraction des lettres pour améliorer l'espacement, est parfois appelé expansion et relève de la microtypographie . La kashida est cependant considérablement plus facile et plus flexible, car les scripts arabo-persans comportent des traits horizontaux importants, dont les longueurs sont facilement ajustables. 
Par exemple, al-ḥamdu et Raḥīm avec et sans kashida peuvent ressembler à : 
| Mot      | Sens               | Ordinaire | Kashida     |
| -------- | ------------------ | --------- | ----------- |
| al-ḥamdu | 'la louange'       | الحمد     | الحمــــــد |
| Raħīm    | ' miséricordieux ' | رحيم      | رحــــــيم  |

La kashida peut également désigner le caractère qui représente cet allongement (ـ) - également connu sous le nom tatwîl ou taṭwīl تطويل taṭwīl ) - ou à l'ensemble des glyphes de différentes longueurs qui implémentent cet allongement dans une police donnée. La norme Unicode assigne le code U+0640 au Tatweel arabe. 

Le côté droit de ce basmala contient une longue kashida avec une courbe naturelle.

Le kashida peut prendre une courbure subtile vers le bas dans certains styles calligraphiques et l'écriture manuscrite. Cependant, un trait curviligne n'est pas réalisable pour la plupart des polices de base, qui utilisent simplement un trait de soulignement complètement plat pour réaliser une kashida. 
En plus de l'espacement et de la justification des lettres, les calligraphes utilisent également la kashida comme marque de soulignement, ou pour mettre en relief les titres de livres ou de chapitres. 
Une kashida n'apparaît généralement que pour un seul mot par ligne et une seule lettre par mot. De plus, les experts recommandent de ne mettre une kashida que entre certaines combinaisons de lettres (généralement celles qui ne peuvent pas former de ligature ). 